# Boven-Leeuwen

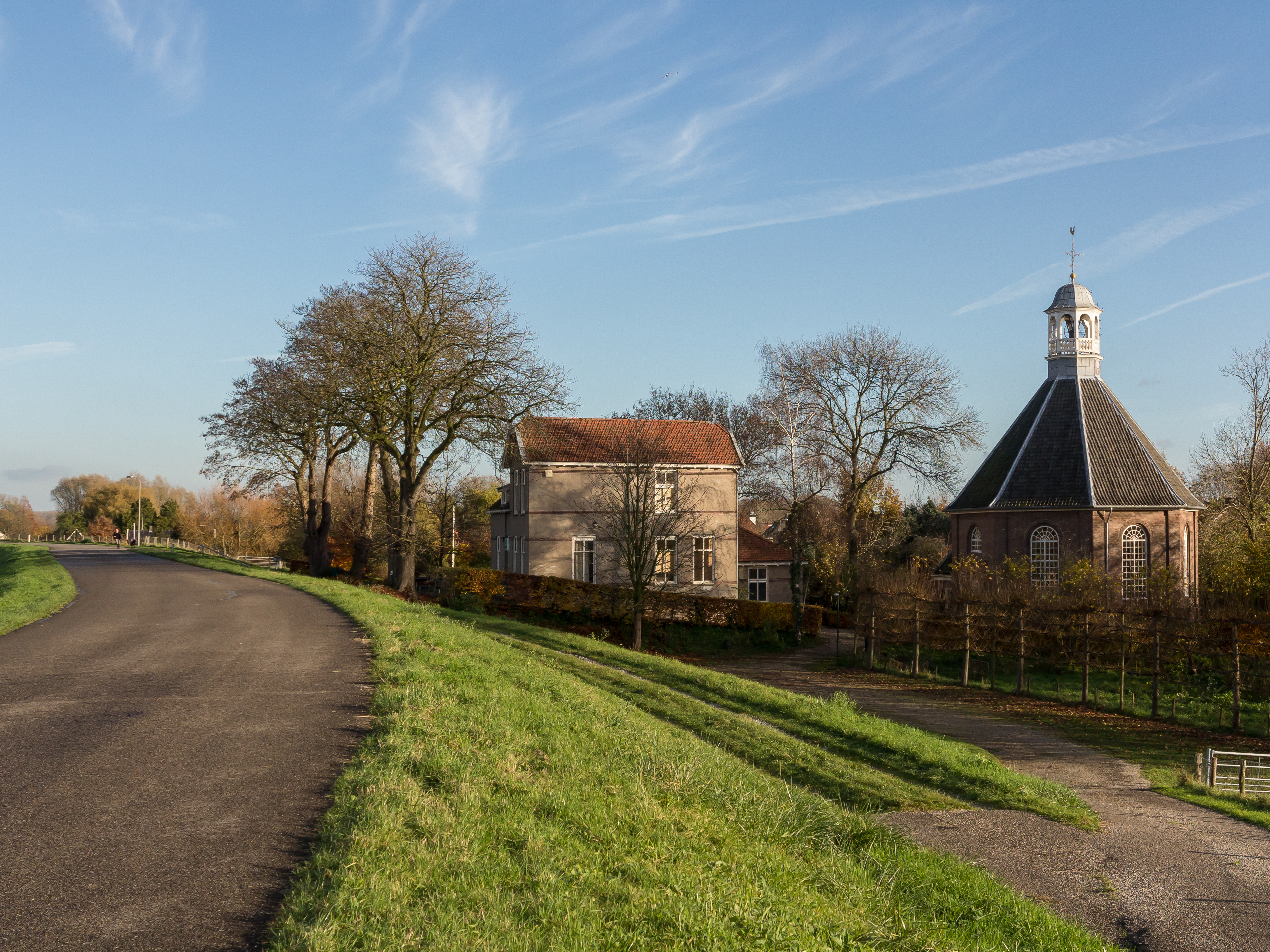
18e-eeuwse hervormde kerk aan de Waalbandijk 21

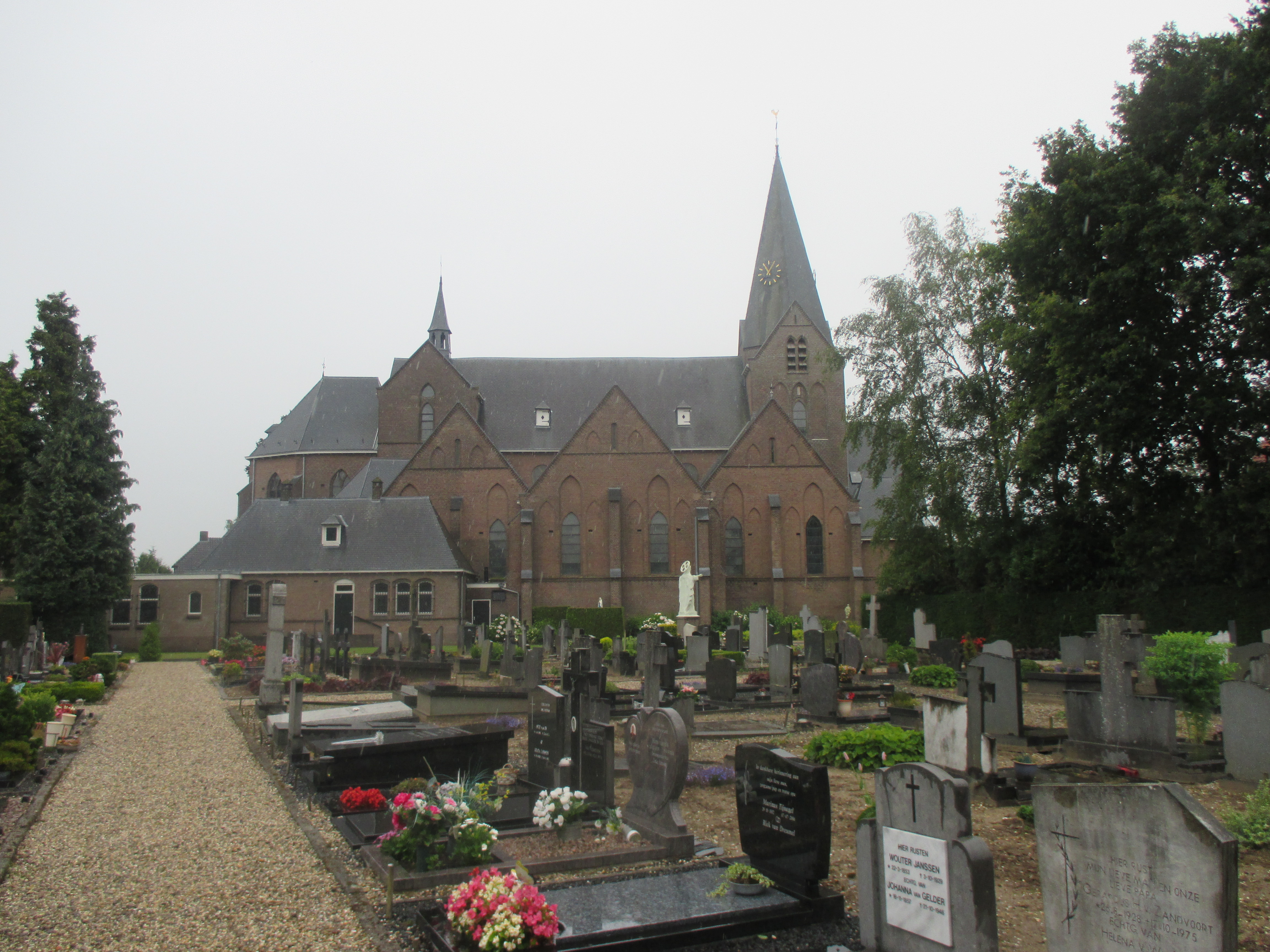
Neogotische basiliek Heilige Willibrordus

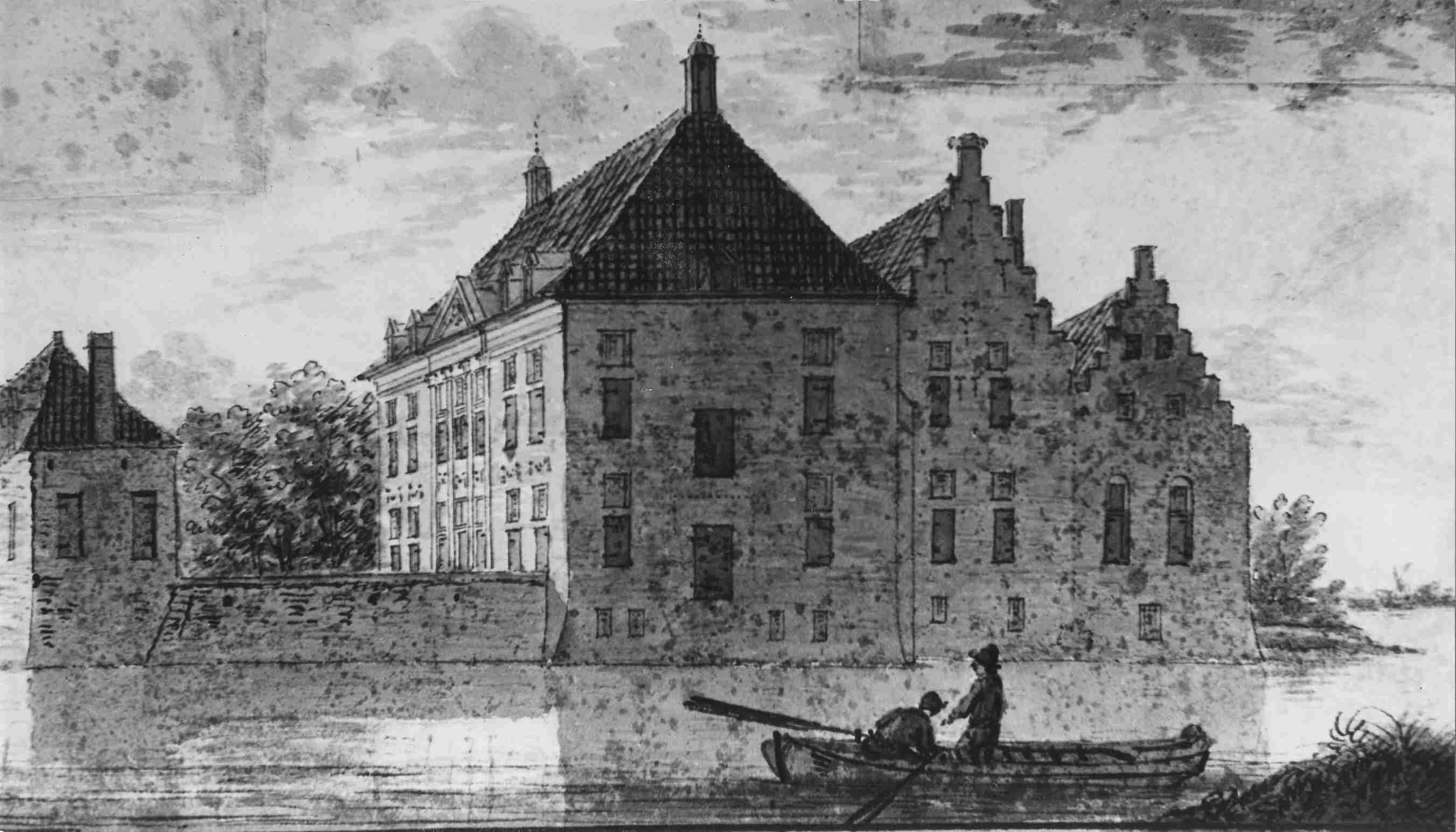
Tekening van het kasteel te Leeuwen uit de 17e eeuw

Boven-Leeuwen is een dorp in de gemeente West Maas en Waal in de Nederlandse provincie Gelderland. Het ligt tussen Beneden-Leeuwen en Druten. Op 1 januari 2023 telde het dorp 2.250 inwoners op een oppervlakte van 651 hectare.

## Etymologie
Het tweede deel van de naam van het dorp gaat terug tot hlaiwa, het Oergermaanse woord voor grafheuvel. Hetzelfde geldt voor de naam Beneden-Leeuwen. Door de lokale bevolking wordt Boven-Leeuwen ook wel Boven-Lauwe of Boveneind genoemd.

## Geschiedenis
Het dorp Leeuwen is oorspronkelijk ontstaan langs de huidige Koningstraat. Vanuit het dorp werden de komgronden ontgonnen, waarbij de heren van Leeuwen een belangrijke rol speelden. De middeleeuwse kerk is verdwenen: deze zou bij een dijkdoorbraak zijn verzwolgen. Volgens het verhaal stond de kerk op de plek waar sindsdien een wiel is gelegen.
In de hoek Waalbanddijk-Noordzuid vindt men nog het terrein van wat ooit het Huis te Leeuwen was, een adellijk kasteel, rond 1400 gesticht door de familie Van Druten. Het poortgebouw en een bijgebouw zijn behouden gebleven.
Tevens stond bij de Molenstraat het kasteel Leeuwenbergh. Dit middeleeuwse slot was op een heuveltje gebouwd. Ook stond er op het heuveltje een molen. Van het kasteel is niets bewaard gebleven, de molen is begin 20e eeuw afgebroken. De heuvel zelf is in 1916 afgegraven.
De hervormde kerk is een kleine achtzijdige centraalbouw in classicistische stijl uit 1753-1756.
In de Franse tijd werd de gemeente Leeuwen opgericht, die op 1 januari 1818 echter weer opging in de gemeente Wamel. Eind 19e eeuw groeiden de twee gedeeltes van Leeuwen daadwerkelijk uit elkaar, waarbij de bouw van een nieuwe kerk In Beneden-Leeuwen een doorslaggevende rol speelde. In 1916 werd vervolgens ook in Boven-Leeuwen een eigen kerk gebouwd: de katholieke Sint-Willibrorduskerk, een grote neogotische basiliek uit 1916-1918 naar een ontwerp van Wolter te Riele. 
De gemeente Wamel ging in 1984 op in de gemeente West Maas en Waal, waartoe ook de plaatsen Alphen, Altforst, Appeltern, Dreumel, Maasbommel en Wamel behoren.

### Tweede Wereldoorlog
Er zijn tijdens de Tweede Wereldoorlog in deze buurt veel slachtoffers gevallen. In 1950 werd bij de R.K. kerk een oorlogsmonument van de beeldhouwer John Grosman onthuld. Het is een natuurstenen sculptuur van een liggende engel. Op het monument staan dertien namen van gevallenen. 
Op 12 april 2008 werd een plaquette op de linker zijde van het oorlogsmonument aangebracht dat nog twee gevallenen herdenkt, Marius Kroon en Raymond Arnoti van de Prinses Irene Brigade. De plaquette werd onthuld door Jaap en Nel Kroon, broer en zuster van Marius. Ook veteraan Ben ter Haar, toen hun commandant, was aanwezig.

## Sport
Boven-Leeuwen heeft verschillende sportverenigingen, zoals:
- tennisclub Bolete
- voetbalclub DSZ
- turnclub Movere
- Volleybalvereniging SIOK
- Jeu-de-boulesvereniging Le Moulin
- Wandelvereniging de vrolijke tippelaars

Sinds 1995 wordt ieder jaar in juni een survivalrun georganiseerd.

## Onderwijs
- Basisschool De Mariaschool

## Bekende inwoner
- Edo Ophof (1959) oud-voetballer van onder andere N.E.C. en AFC Ajax